# Ústavní zákon o autonomii Slovenské země
Ústavný zákon č. 299/1938 Zb. z. a n. zo dňa 22. novembra 1938, o autonómii Slovenskej krajiny, byl ústavní zákon přijatý Národním shromážděním 19. listopadu 1938. Platný a účinný byl od 23. listopadu 1938, některé zdroje uvádějí, že zákon nabyl účinnost 25. listopadu 1938. Neboť návrh ústavního zákona pocházel z dílny HSĽS, bylo jeho znění ve slovenštině.
S účinností tohoto ústavního zákona Slovensko získalo autonomii, zároveň se název státu začal uvádět jako „Česko-Slovensko“. Z faktického hlediska vytvořil ústavní zákon federaci. Fakticky přestal platit po zániku Česko-Slovenska v březnu 1939, právně byl zrušen až přijetím nové ústavy v květnu 1948. Současně s ústavním zákonem o autonomii Slovenska byl přijat také podobný ústavní zákon o autonomii Podkarpatské Rusi č. 328/1938 Sb. z. a n. (české znění: 329/1938 Sb. z. a n.).

## Návrh ústavního zákona
Návrh ústavního zákona připravilo vedení HSĽS již v červenci 1938 a Národnímu shromáždění návrh předložili již 17. srpna 1938. Navrhovateli ústavního zákona o autonomii Slovenska byli poslanci Andrej Hlinka (zemřel v srpnu 1938), Karol Sidor, Martin Sokol a Jozef Tiso. Zvláštní skutečností bylo, že zpravodajem návrhu v Poslanecké sněmovně – tj. osobou, která přednáší věc ve výboru, sepíše o výsledku porady odůvodněnou zprávu, a když ji výbor schválil, hájí ve sněmovně usnesení výboru – byl jeden z navrhovatelů dr. Martin Sokol.
Zpráva ústavně-právního výboru poslanecké sněmovny z 18. listopadu 1938 rekapitulovala hlavní změny, které tento ústavní zákon přinášel: nejdůležitější skutečností však byla faktická federalizace státu, když s výjimkou zahraniční politiky, věcí národní obrany a některých věcí hospodářské a finanční povahy byla veškerá vládní a výkonná moc na Slovensku podřazena slovenské vládě a orgánům. V rámci autonomie Slovenska byl zřízen Snem Slovenskej krajiny jako nejvyšší slovenský zákonodárný orgán.
Zpravodajem ústavně-právního výboru Senátu byl dr. Gejza Fritz.

## Přijetí ústavního zákona
Ústavní listina Republiky Československé požadovala v § 30 pro přijetí ústavního zákona třípětinové většiny všech členů v každé sněmovně. Ústavní zákon o autonomii Slovenska byl v poslanecké sněmovně schválen hlasy 144 poslanců (potřeba bylo 180) a v Senátu hlasy 78 senátorů (potřeba bylo 90).
Předseda Poslanecké sněmovny Jan Malypetr před hlasováním upozornil na ustanovení § 33 úst. listiny a § 56, odst. 3 jednacího řádu, která vyžadují pro přijetí ústavního zákona třípětinové většiny všech poslanců. Po hlasování, kdy se pro návrh vyslovilo jen 144 poslanců, však uvedl, že se pro osnovu vyslovila kvalifikovaná třípětinová většina z nynějšího počtu všech poslanců, a tím také poslanecká sněmovna tuto osnovu přijala ve čtení druhém jako zákon ústavní. Obdobně postupoval i předseda Senátu František Soukup.
Pod stejnopisem ústavního zákona byli podepsáni Jan Syrový (také za prezidenta republiky podle § 60 ústavní listiny), Jozef Tiso, Josef Kalfus, Pavol Teplanský, Stanislav Bukovský, Matúš Černák, Vladimír Kajdoš, Ferdinand Ďurčanský, Karel Husárek, Ján Lichner, Ladislav Feierabend, Imrich Karvaš, Petr Zenkl, Augustin Vološin, Hugo Vavrečka, František Chvalkovský, Julian Révay, Jan Černý a Edmund Bačinský.
Z hlediska právní teorie lze říci s ohledem na skutečnost, že ústavní zákon nezískal ústavní většinu, že tento zákon byl přijat protiústavní cestou a nikdy neměl tvořit součást československého právního řádu jako prvek ústavního pořádku.
Se zřetelem ke skutečnosti, že počet všech poslanců byl snížen zánikem členství sudetoněmeckých a maďarských poslanců příslušných do odstoupených území postrádá uvedená právní teorie jakékoli právní logiky, protože dovádí nulitu mnichovské dohody (právně i tak navýsost pochybnou) ad absurdum když se dovozuje, žeby poslanci, příslušní do odstoupených území měli setrvávat ve sněmovně nebo senátu ačkoliv aktivně vystupovali pro začlenení do Říše nebo Maďarského království a také nadobudli jejich státní občanství. Argument o nedostatku ústavní většiny tudíž představuje nejenom ahistorický ale také vnitřne rozporný argument.
A contrario je z ústavní listiny zřejmé že nejenom pro volbu nýbrž také pro udržení mandátu jest podmínkou státní občanství. Jestliže pak poslanci příslušní do odstoupených území pozbyli státního občanství a zejména byli li povolání do Říšského sněmu nebo Maďarské dolní sněmovny, není ústavně udržitelná teze o jejích setrvání v sněmovne. Vystaviti pak územně okleštěný česko-slovenský stát ještě i nevyhnutelnosti dohody s bývalými německými nebo maďarskými poslanci o jeho ústavní reformě postrádá elementární logiku. K argumentu o přijetí zákona protiústavní cestou pak zejména je nutno přihlédnout ke skutečnosti, že byla československá ústava přijata bez souhlasu dvou ze tří konstituentů Československa, a to jak svobodně zvolených zástupců Slovenska tak i - a zejména - Podkarpatské Rusi. Jednému z dvou konstituentů Česko-Slovenska (Slovensku) a "přistupujícímu subjektu samosprávnému subjektu" byla závazně slíbena autonomie mezinárodními ujednáními československé prozatímní vlády, která byla ratihabicí přejaty do právního řádu Česko-Slovenska, a byl jím odpírána československou unitární a tím nelegitimní ústavou. "Až Manifest slovenského národa, a autonómia Slovenska dávajú v podobe otrasenej geopolitickým zemetrasením - Česko-Slovenskému štátu legitimitu z pohľadu slovenského národa. (...) Keďže reprezentanti jedného z dvoch konštituentov Česko-Slovenska, nie sú ochotní ctiť ústavné postavenie druhého z konštituentov, strácal tento štát akúkoľvek legitimitu odvodenú od súhlasu nie jedného neexistujúceho národa, ale dvoch skutočne jestvujúcich národov so svojimi (spoločnými i odlišnými) záujmami. Teleologickú legitimitu založenú na postavení mosta, či súčasti bariéry medzi Nemeckom a Ruskom už stratil predtým územnými zmenami."

## Text
- Úvodné ustanovenia (Článek I. až Článek VII.)
- Zmena ústavnej listiny
  - Hlava I. Všeobecné ustanovenia (§§ 1-3)
  - Hlava II. Moc zákonodárná (§§ 4-9)
  - Hlava III. Moc vládna a výkonná (§§ 10-16)
  - Hlava IV. Sudcovská moc (§ 17)
  - Hlava V. Spoločné výdavky (§§ 18-19)